# The Balfa Brothers
The Balfa Brothers (o Les Frères Balfa ) fueron una banda estadounidense de música cajún.  Sus miembros eran cinco hermanos; Dewey y Will a los violines, Rodney a la guitarra, armónica y voz, Burkeman al triángulo y cucharas y Harry al acordeón cajún.

## Historia
Los hermanos comenzaron a tocar juntos en reuniones familiares durante los años 40, su padre, Charles Balfa, un aparcero, tocaba el violín y era cantante.  Junto a Hadley Fontenot, acordeonista y conocido de la familia, realizaron sus primeras grabaciones en 1951. El primer disco de 78 rpm contenía los temas "La Valse de Bon Baurche" / "Le Two Step de Ville Platte", y fue grabado en su casa. Después de esto, Dewey siguió una exitosa carrera en solitario. 
Bajo el nombre artístico de Balfa Brothers en 1967, Dewey, Rodney, Will, Hadley Fontenot y la hija de Dewey, Nelda, comenzaron a recorrer festivales folclóricos tocando música cajún en una época en la que su impacto sobre la música estadounidense se había olvidado en gran medida. Hicieron nuevas grabaciones nuevas ese año y tocaron en los Juegos Olímpicos de Verano de 1968 en Ciudad de México. 
Publicaron varios álbumes y aparecieron en el documental de 1972 Spend it All.  Con el tiempo, experimentaron mezclando música cajún tradicional con sonidos orquestales más modernos. Continuaron juntos hasta que, en 1979 Rodney y Will murieron en un accidente automovilístico.  En 1980, la esposa de Dewey murió de triquinosis. Algunos años más tarde y con algunos cambios en la formación, continuaron actuando bajo el mismo nombre. 
The Balfa Brothers, junto con Marc Savoy, aparecen interpretando "Parlez-nous à Boire" hacia el final de la película de Walter Hill de 1981, Southern Comfort . Su canción "La Danse de Mardi Gras" formó parte de las bandas sonoras de las películas; Passion Fish de 1992, Beasts of the Southern Wild de 2012 y Serenity de 2019. También apareció en un comercial de Carling Black Label Lager. 
Dos de los hermanos Balfa, junto con el fallecido acordeonista cajún Danny Poulard, aparecen brevemente en la película Garlic Is As Good As Ten Mothers, un documental de 1980 sobre el ajo dirigido por Les Blank.

## Discografía
- The Balfa Brothers Play Traditional Cajun Music (Swallow Records, 1967)
- The Cajuns (Sonet Records, 1972)
- The Good Times are Killing Me (Swallow Records, 1972)
- The Balfa Brothers Play Traditional Cajun Music Vol. 2 (1974)
- J'ai Vu le Loup, Le Renard et la Belette (1976, re-released Rounder Records, 1988)
- The Balfa Brothers and Nathan Abshire: The 1970 NYC Cajun Concert (Field Recorders Collective, 2008)
- The Balfa Family: A Retrospective - Festivals Acadiens et Créoles 1977-2010 (Valcour Records, 2012)[3]